# Jorge Ernesto Pérez Millán Temperley
Jorge Ernesto Pérez Millán Témperley (Buenos Aires, 1899 - 10 de noviembre de 1925) fue un oficial de policía argentino, miembro de la Liga Patriótica Argentina, que asesinó a Kurt Wilckens en 1923 en represalia al asesinato del teniente Héctor Benigno Varela (responsable de la masacre de 1500 obreros patagónicos) por parte de Wilckens.

## Biografía
Nació en 1899 en una familia acomodada, hijo de Ernesto Pérez Millán y de Florencia Temperley, hija a su vez de Jorge Temperley. A los 21 años se afilió la Unión Cívica Radical. En 1921 fue como policía a Santa Cruz y participó en un enfrentamiento entre la policía y los huelguistas rurales en el paraje de El Cerrito. Estos hechos ocurrieron durante la denominada primera huelga y que forma parte de los sucesos conocidos como la Patagonia rebelde. En este enfrentamiento sufrió una herida, y fue hecho prisionero, quedando como rehén de los huelguistas durante varios días. En febrero es liberado como parte de las negociaciones para poner fin a la huelga rural, negociaciones que estuvieron a cargo del teniente coronel Héctor Benigno Varela y el gobernador Iza. Por esta razón tuvo que abandonar el cuerpo de policía. 
En marzo de 1921, el diario La Razón de Buenos Aires publicó sus declaraciones como prisionero de los huelguistas.
Pérez Millán era de carácter violento, profundamente católico, nacionalista y antiliberal.
El 25 de enero de 1923 el anarquista alemán Kurt Wilckens mató con una bomba y un revólver al teniente coronel Héctor Benigno Varela, que había ordenado masacrar a 1500 obreros sublevados en Santa Cruz.
El 15 de junio de 1923, a Pérez Millán se le permitió entrar en la penitenciaría disfrazado de guardiacárcel, y se le proveyó de un Mauser. Ingresó en la celda donde dormía Wilckens y le disparó varias veces. Después declaró:

Yo he sido subalterno y pariente del comandante Varela. Acabo de vengar su muerte.

La defensa y sus influencias le evitaron ser imputado. Incluso, el fiscal afirmó que no era responsable, ya que "ha obrado por un impulso irresistible, por efectos de su gran amistad con Varela y sus sentimientos patrióticos heridos".
En abril de 1925 fue internado el Hospicio de la Merced, una institución pública para enfermos mentales más conocido como el Hospicio Vieytes (de Buenos Aires).

Pérez Millán, sometido a un examen de sus características psíquicas acusa síntomas bien claros de hallarse bajo la acción de una ligera crisis nerviosa, y en ciertos momentos de su interrogatorio presenta rasgos de perturbación de su memoria pues ciertos pasajes de su vida anterior los recuerda con alguna dificultad, no encuadrando en la preparación que demuestra tener el reconocido.
Dictamen del médico forense, Dr. Vailatti

Si bien el fiscal pidió 12 años de prisión para Pérez Millán Temperley, le dieron finalmente 8 años de reclusión.
Allí llevó una vida tranquila, a salvo de un posible atentado contra su vida.
En la mañana del 9 de noviembre de 1925, el interno Esteban Lucich ―instigado por el profesor anarquista Boris Wladimirovich― lo hiere mortalmente, falleciendo al día siguiente.

El 9 de noviembre de 1925, Pérez Millán leía una carta de su jefe en la Liga Patriótica y amigo personal, Manuel Carlés, mientras esperaba que Lucich le trajera el desayuno. Al rato entró el yugoslavo con el servicio. Cuando Millán tomó la bandeja, su sirviente extrajo un revólver de entre sus ropas y le dijo: «Esto te lo manda Wilckens», y le disparó certeramente en el pecho. Pérez Millán murió al día siguiente.
Felipe Pigna

Herido, Pérez Millán logró desarmar a Lucich, pero murió a causa de la gravedad de sus heridas tras todo un día de agonía.